# Drink Me
Drink Me è il secondo album in studio del gruppo musicale britannico Queenadreena, pubblicato nel 2002.

## Tracce
1. Pretty Like Drugs – 4:00
2. Kitty Collar Tight – 2:37
3. Siamese Almeida – 3:15
4. Razorblade Sky – 4:26
5. Sleeping Pill – 3:18
6. A Bed Of Roses – 1:59
7. My Silent Undoing – 3:19
8. Desert Lullaby – 4:42
9. Under A Floorboard World – 2:52
10. Hotel After Show – 3:08
11. For I Am The Way – 4:36

## Formazione
- KatieJane Garside – voce
- Crispin Gray – chitarra
- Orson Wajih – basso
- Pete Howard – batteria